# Zwölfaxing
Zwölfaxing ist eine Gemeinde im Bezirk Bruck an der Leitha in Niederösterreich. Sie hat 1679 Einwohner (Stand 1. Jänner 2025).

## Geografie
Zwölfaxing umfasst 6,76 Quadratkilometer und liegt im Industrieviertel in Niederösterreich. Von der Fläche werden 69 Prozent landwirtschaftlich genutzt, 6 Prozent sind Gärten und 2 Prozent sind bewaldet. Der Ort wird vom Kalten Gang, der Schwechat und vom Mitterbach (Frauenbach) durchflossen.

### Gemeindegliederung
Zwölfaxing besteht aus einer einzigen Katastralgemeinden bzw. Ortschaft.

### Nachbargemeinden
|            | Schwechat                                   |              |
| Lanzendorf | Kompassrose, die auf Nachbargemeinden zeigt | Rauchenwarth |
|            | Himberg                                     |              |

## Geschichte
In Zwölfaxing wurden öfters einige alte Fundstücke aus der Zeit Pannonias gefunden, der größte Fund waren die Awarengräber, welche zu den bedeutendsten Funden Österreichs gehören. Zwölfaxing gehört außerdem zu den ältesten Dörfern der Region.
In den beiden Weltkriegen war das Dorf oftmals Bombenangriffen ausgesetzt. Zwölfaxing gehörte von 1938 bis 1954 zu Groß-Wien. Heute gibt es den nach 1938 von der Wehrmacht errichteten Fliegerhorst noch immer, er wurde zur Burstyn-Kaserne umgebaut.
Von 1954 bis zu dessen Auflösung am 1. Jänner 2017 war Zwölfaxing Teil des Bezirks Wien-Umgebung.

### Einwohnerentwicklung
Die Zunahme der Bevölkerungszahl seit 1981 beruht auf einer positiven Wanderungsbilanz.
| Zwölfaxing: Einwohnerzahlen von 1869 bis 2025       | Zwölfaxing: Einwohnerzahlen von 1869 bis 2025 | Zwölfaxing: Einwohnerzahlen von 1869 bis 2025 | Zwölfaxing: Einwohnerzahlen von 1869 bis 2025 | Zwölfaxing: Einwohnerzahlen von 1869 bis 2025 |
| --------------------------------------------------- | --------------------------------------------- | --------------------------------------------- | --------------------------------------------- | --------------------------------------------- |
| Jahr                                                |                                               |                                               |                                               | Einwohner                                     |
| 1869                                                | 1869                                          |                                               | 510                                           | 510                                           |
| 1880                                                | 1880                                          |                                               | 545                                           | 545                                           |
| 1890                                                | 1890                                          |                                               | 685                                           | 685                                           |
| 1900                                                | 1900                                          |                                               | 785                                           | 785                                           |
| 1910                                                | 1910                                          |                                               | 779                                           | 779                                           |
| 1923                                                | 1923                                          |                                               | 735                                           | 735                                           |
| 1934                                                | 1934                                          |                                               | 823                                           | 823                                           |
| 1939                                                | 1939                                          |                                               | 918                                           | 918                                           |
| 1951                                                | 1951                                          |                                               | 817                                           | 817                                           |
| 1961                                                | 1961                                          |                                               | 845                                           | 845                                           |
| 1971                                                | 1971                                          |                                               | 1.188                                         | 1.188                                         |
| 1981                                                | 1981                                          |                                               | 1.182                                         | 1.182                                         |
| 1991                                                | 1991                                          |                                               | 1.371                                         | 1.371                                         |
| 2001                                                | 2001                                          |                                               | 1.458                                         | 1.458                                         |
| 2011                                                | 2011                                          |                                               | 1.572                                         | 1.572                                         |
| 2021                                                | 2021                                          |                                               | 1.716                                         | 1.716                                         |
| 2025                                                | 2025                                          |                                               | 1.679                                         | 1.679                                         |
| Quelle(n): Statistik Austria, Gebietsstand 1.1.2021 |                                               |                                               |                                               |                                               |

## Kultur und Sehenswürdigkeiten

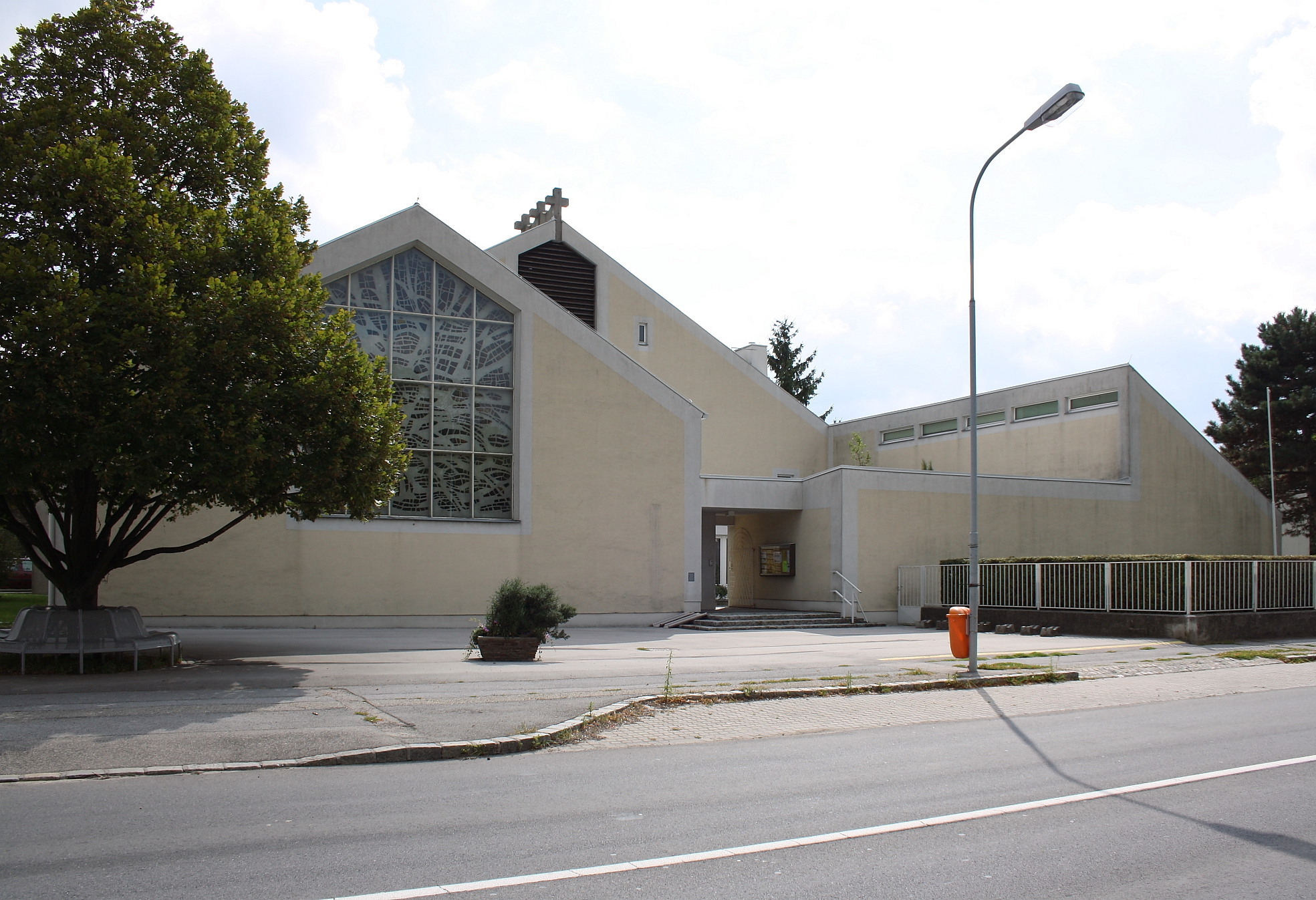
Pfarrkirche Zwölfaxing

- Die Pfarrkirche Zwölfaxing ist eine römisch-katholische Dorfpfarrkirche zur Allerheiligsten Dreifaltigkeit in Zwölfaxing. Sie wurde von 1966 bis 1967 nach den Plänen des Architekten Clemens Holzmeister[4] erbaut.
- Die Pestsäule Dreifaltigkeit befindet sich bei der Kirche.

## Wirtschaft und Infrastruktur
- Nichtlandwirtschaftliche Arbeitsstätten: 21 im  Produktions- und 79 im Dienstleistungssektor[5]
- Land- und forstwirtschaftliche Betriebe: 11, davon 5 Haupterwerbsbetriebe[6]
- Erwerbstätige: 137 im Produktions- und 583 im Dienstleistungssektor[7]
- Erwerbsquote: 46,3 % (Stand: 2010/2011)

### Öffentliche Einrichtungen
In Zwölfaxing befindet sich ein Kindergarten und eine Volksschule.

## Politik

### Gemeinderat
Der Gemeinderat hat 19 Mitglieder.
- Nach den Gemeinderatswahlen in Niederösterreich 1990 hatte der Gemeinderat folgende Verteilung: 9 SPÖ, 6 ÖVP, 2 ZIB (Zwölfaxings Initiative Bürgerinnen) und 2 FPÖ.
- Nach den Gemeinderatswahlen in Niederösterreich 1995 hatte der Gemeinderat folgende Verteilung: 9 SPÖ, 6 ÖVP, 3 ZIB und 1 FPÖ.[10]
- Nach den Gemeinderatswahlen in Niederösterreich 2000 hatte der Gemeinderat folgende Verteilung: 10 ÖVP, 6 SPÖ, 2 ZIB und 1 FPÖ.[11]
- Nach den Gemeinderatswahlen in Niederösterreich 2005 hatte der Gemeinderat folgende Verteilung: 9 ÖVP, 7 SPÖ und 3 ZIB.[12]
- Nach den Gemeinderatswahlen in Niederösterreich 2010 hatte der Gemeinderat folgende Verteilung: 10 ÖVP, 5 SPÖ und 4 ZIB.[13]
- Nach den Gemeinderatswahlen in Niederösterreich 2015 hatte der Gemeinderat folgende Verteilung: 7 ÖVP, 6 SPÖ, 5 ZIB und 1 FPÖ.[14]
- Nach den Gemeinderatswahlen in Niederösterreich 2020 hatte der Gemeinderat folgende Verteilung: 8 SPÖ, 6 ÖVP, 4 ZIB und 1 FPÖ.[15] 4 von 8 Mandataren der SPÖ traten im Dezember 2023 aus der SPÖ aus. Im Laufe dieser Periode traten auch 3 Gemeinderäte aus der ÖVP aus. Einige dieser Mandatare gründeten zusammen die neue Liste "WIR für Zwölfaxing"[16]
- Nach den Gemeinderatswahlen in Niederösterreich 2025 hat der Gemeinderat folgende Verteilung: 6 ZIB, 4 WIR, 4 ÖVP, 3 SPÖ und 2 FPÖ.[17]

### Bürgermeister
- bis 2010 Hans Stöckl (ÖVP)
- 2010–2015 Gerhard Schwarzmann (ÖVP)
- 2015–2024 Astrid Reiser (SPÖ)[18]
- seit 2024 Walter Buxkandl (ZIB)

## Sonstiges
Bekannt ist Zwölfaxing durch die Panzerkaserne Burstyn des österreichischen Bundesheeres, wo das Panzerbataillon 33, die Nachschub- und Transportkompanie des Panzerstabsbataillon 3, sowie die Panzertruppenschule untergebracht waren. Mit der Umstrukturierung des Bundesheeres wurde das Panzerbataillon aufgelöst und in ein verstärktes Jägerbataillon umfunktioniert. Ebenso ist der Kampfverband „Schnelle Einsätze“ in der Kaserne untergebracht.
Es gibt eine Chronik, die die Geschichte Zwölfaxings näher beschreibt. Diese ist im Gemeindeamt erhältlich.
Der HSV Zwölfaxing ist vielfacher Staatsmeister im Tanzsport.